# Лангелед (газопровод)
„Лангелед“ (първоначално „Бритпайп“, Britpipe) е подводен магистрален газопровод в Северно море.
Изграден е за доставка на природен газ от норвежкото газово находище Ормен Ланге в Норвежко море до крайния терминал в Изингтън, Великобритания. Осигурява 20% от потребностите на островната държава от синьото гориво.
От момента на откриването му на 16 октомври 2006 г. е и най-дългият подводен газопровод в света със своите 1166 км, докато не е изпреварен от по-късно изградения „Северен поток“.

## История
Находището Ормен Ланге е открито през 1997 г. от норвежката компания Hydro. Нарежда се на 2-ро място (след най-голямото Трол) сред офшорните газови полета на Норвегия. Общият му обем е 397 млрд. кубически метра природен газ, находящи се на 800 – 1000 метра под морското равнище.

## Характеристики
| Данни                                    | Данни          |
| ---------------------------------------- | -------------- |
| Дължина на газопровода                   | 1166 км        |
| Диаметър на тръбата                      | 42 – 44 инча   |
| Проектно налягане                        | 157 – 250 бара |
| Общо стоманени тръби                     | 850 000 тона   |
| Капацитет на годишния обем на доставките | 25 млрд. м3    |
| Kапацитет за денонощие                   | 69,4 млн. м3   |
| Стойност на газопровода                  | 2,5 млрд. евро |
| Техническо обслужване                    | Statoil        |
| Оператор                                 | Gassco         |

## Строителство
Преди началото на фактическото строителство е построена и използвана специална машина, която да изследва повърхността на дъното, където е предвидено да бъде положен тръбопроводът, достигайки до дълбочини от порядъка на 4,5 км.
Самият газопровод е положен на нестабилен терен. Използван е екскаватор, с помощта на който са изглаждани стръмни наклони и неравности. В допълнение са разрушени около 2,8 млн. тона скали за да се постигне необходимата плоска повърхност. Положени са общо 96 600 отсека от тръбопровода с помощта на 2 плавателни съда, напредващи с 4 км в денонощие, единият от които е и най-големият от своя тип в света.
Газопроводът „Лангелед“ е интегриран с газопреносната система на Норвегия, като при нужда би могъл да обезпечава доставки и за Континентална Европа. Чрез 44-инчова тръба синьото гориво достига до терминал в Изингтън във Великобритания (открит на 1 юни 2006 г.), където се регулират налягането и температурата, преди да бъде подадено към газовия оператор.